# Sans-Souci (metrostation)
Sans-Souci is een metrostation aan lijn D van de metro van Lyon op de grens van het 3e en het 8e arrondissement van de stad. Het is geopend op 9 september 1991, als lijn D in gebruik genomen wordt. Het station ligt onder de Cours Gambetta. Het station ligt direct onder straatniveau, waardoor elk perron een aparte ingang heeft. Een grote vensterwand aan de zuidzijde van het station zorgt voor natuurlijke verlichting overdag.
Veel studenten nemen in dit station de metro, door de nabijheid van een aantal faculteiten van de Universiteit Jean Moulin Lyon III in de manufacture des tabacs, een voormalige tabaksfabriek.